# TRIPOS
TRIPOS (TRIvial Portable Operating System) je počítačový operační systém. Vývoj tohoto operačního systému začal již v roce 1976 v počítačových laboratořích Cambridgeské univerzity pod vedením Dr. Martina Richardse. První verze se objevila v lednu roku 1978 a původně běžela na minipočítačích PDP-11. Později byl přenesen také na minipočítače Computer Automation LSI4 a Data General Nova. Práce na verzi pro Motorolu 68000 začala v roce 1981 na universitě v Bathu. V roce 1985 získala práva na vývoj verze pro Motorolu 68000 firma MetaComCo. Vývoj pokračoval do té doby, než se stal TRIPOS součástí operačního systému na nových počítačích Commodore Amiga vydaných v březnu 1985.

## Vlivy na počítače Amiga
V červenci roku 1985 představila Amiga včlenění TRIPOSu do AmigaDOS, jenž je součástí AmigaOS. AmigaDOS obsahoval příkazový řádek a Amiga File System. Celý AmigaDOS byl původně napsán v programovacím jazyce BCPL (jeden z předků jazyka C), tedy v jazyce, kterým byl napsán i TRIPOS.

## Funkce
Tripos poskytl funkce, jakými jsou preemptivní plánování procesů (preemptivní multitasking, hierarchický souborový systém a vícenásobný interpret příkazového řádku. Tento interpret čte řádky textu, které byly vloženy uživatelem, a interpretuje je v rámci daného operačního systému nebo programovacího jazyka.
Nejdůležitějšími vlastnostmi TRIPOSu byla absence správy paměti a přenos zpráv prostřednictvím odkazů místo kopírování obsahu zprávy. Tyto dvě věci dohromady dovolují odesílání a přijímání přes 1250 paketů za sekundu na 10 MHz procesoru Motorola 68010.[zdroj?]
Většina TRIPOSu byla naprogramována v jazyce BCPL. Jádro operačního systému (kernel) a ovladače zařízení byly naprogramovány v jazyce symbolických adres. 
TRIPOS byl podporován na celé řadě strojů včetně Data General Nova 2, Computer Automation LSI4 a na hardware pracujícím s mikroprocesory Motorola 68000 a Intel 8086. Je v něm také zahrnuta podpora pro Cambridge Ring LAN. Před nedávnem Dr. Martin Richards vytvořil verzi TRIPOSu běžící pod Linuxem napsanou v BCPL Cintcode.
TRIPOS je stále ještě aktivně udržován společností Open GI Ltd. (dříve MISYS Financial Systems) ve Worcestershiru ve Velké Británii. Mnozí britští pojišťovací makléři mají i dnes Motorolu 68000 (popřípadě Linux/Intel) založenou na systému TRIPOS, který jim slouží buď jako Qume terminal, nebo jako Qume emulátor terminálu, který využívá pro připojení telnet a TCP/IP. Tyto systémy jsou používány pro běh aplikačních souborů Open GI BROOMS. Open GI přidala řadu nových funkcí pro podporu moderních kancelářských funkcí, jakými jsou například možnost tisku ve Windows (nebo Sambě) nebo na tiskárnách HP JetDirect. Další funkcí je poskytnutí integrační služby XML. 

## Cintpos
Cintpos je experimentální interpretační verzí TRIPOSu, který běží na virtuálních strojích Cintcode BCPL. Cintpos vytvořil též Dr. Martin Richards.